# ديفيد بويل (لاعب دوري الرغبي أسترالي)
ديفيد بويل (بالإنجليزية: David Boyle)‏ هو لاعب دوري الرغبي أسترالي، ولد في 3 يوليو 1971 في Bega, New South Wales ‏ في أستراليا.